# Dura albicans
Dura albicans är en fjärilsart som beskrevs av Walker 1856. Dura albicans ingår i släktet Dura och familjen tofsspinnare. Inga underarter finns listade i Catalogue of Life.